# Orthocladius nigritus
Orthocladius nigritus är en tvåvingeart som beskrevs av Malloch 1915. Orthocladius nigritus ingår i släktet Orthocladius och familjen fjädermyggor. Inga underarter finns listade i Catalogue of Life.